# (5973) Takimoto
(5973) Takimoto es un asteroide perteneciente al cinturón de asteroides, región del sistema solar que se encuentra entre las órbitas de Marte y Júpiter, descubierto el 17 de agosto de 1991 por Satoru Otomo desde Kiyosato, Japón.

## Designación y nombre
Designado provisionalmente como 1991 QC. Fue nombrado Takimoto en homenaje a Daisuke Takimoto, activista y programador de computadoras que vivió en Tokio. Representó a los accionistas de Tokyo Electric Power Company en el movimiento de eliminación de energía nuclear, uniéndose a miles de otros accionistas que deseaban eliminar la energía nuclear.

## Características orbitales
Takimoto está situado a una distancia media del Sol de 2,557 ua, pudiendo alejarse hasta 2,975 ua y acercarse hasta 2,139 ua. Su excentricidad es 0,163 y la inclinación orbital 3,617 grados. Emplea 1494,30 días en completar una órbita alrededor del Sol.

## Características físicas
La magnitud absoluta de Takimoto es 13,2. Tiene 7,286 km de diámetro y su albedo se estima en 0,23. 